# 태전초등학교
태전초등학교는 대한민국 경기도 광주시에 있는 공립 초등학교이다.

## 학교 연혁
- 2000. 10. 12 태전초등학교 개교(8학급), 병설유치원 개원(1학급)
- 2015. 03. 01 제5대 안혁하 교장 취임
- 2015. 03. 01 43학급(특수학급 1학급 포함), 유치원 1학급 편성

## 참고 자료
- 태전초등학교 - 한국교육학술정보원 학교알리미